# Victor Abagna Mossa
Victor Abagna Mossa (ur. 18 czerwca 1946 w Makoua) – kongijski duchowny rzymskokatolicki, od 2011 biskup, a w latach 2020–2023 arcybiskup Owando.

## Życiorys
Święcenia kapłańskie przyjął 29 grudnia 1974 i został inkardynowany do diecezji Fort-Rousset. Pracował głównie jako duszpasterz parafialny, był także m.in. wykładowcą i rektorem niższego seminarium oraz wikariuszem generalnym diecezji. W latach 1999–2011 pracował jako kapelan szpitala w belgijskim Namur.
11 lutego 2011 został mianowany biskupem Owando. Sakry biskupiej udzielił mu 26 marca 2011 abp Laurent Monsengwo Pasinya. Od 30 maja 2020, decyzją papieża Franciszka, był metropolitą Owando.
20 sierpnia 2023 papież Franciszek przyjął jego rezygnację z funkcji biskupa diecezjalnego.